# Ludwikowo (Legnica)
Ludwikowo – dzielnica Legnicy usytuowana na południu od odcinka obwodnicy zachodniej łączącego ulicę Jaworzyńską z ulicą Złotoryjską. Na południu Ludwikowo graniczy z Lipnikami. Teren ten jest rzadko zasiedlony, z niewielką ilością domostw. Obszar znajduje się na stokach nadkaczawskiego płaskowyżu, graniczy z Laskiem Złotoryjskim – obszarem ochronnym Huty Miedzi, za którym na południowym zachodzie znajdują się Smokowice.
Ulice przecinające rejon są to zasadniczo drogi gruntowe noszące nazwy:
- ul. Boiskowa
- ul. Borsucza
- ul. Lipnicka
- ul. Myśliwska
- ul. Wilcza